# Louis Page (série télévisée)
Pour les articles homonymes, voir Louis Page.
Louis Page est une série télévisée française en 23 épisodes de 90 minutes créée par Christophe Chevalier et Jean Nainchrik et diffusée entre le 30 septembre 1998 et le 1er avril 2009 sur France 2.

## Synopsis
Louis Page est un prêtre quadragénaire en marche vers Saint-Jacques de Compostelle et qui fait étape dans diverses communes. Il vient au secours des plus démunis ou des gens dans le besoin.

## Distribution
- Frédéric van den Driessche : Louis Page

## Épisodes
| Titre                      | Première diffusion | Réalisation                                 | Scénario                               | Distribution |
| -------------------------- | ------------------ | ------------------------------------------- | -------------------------------------- | --- |
| Passage sous silence       | 30 septembre 1998  | Hugues de Laugardière                       |                                        | Anne Jacquemin Annick Alane Raoul Billerey |
| Les Gens du voyage         | 19 janvier 2000    | Philippe Roussel                            |                                        | Élodie Navarre Nicolas Cazalé |
| Le Choix de Thomas         | 7 mars 2001        | Jean-François Lorenzi et Jean-Louis Lorenzi |                                        | Patrick Raynal Mathieu Simonet Marie Ravel Jacques Spiesser Luc-Antoine Diquéro Blandine Metayer Marie Pillet                                                          |
| Le Bienfaiteur             | 26 septembre 2001  | Heikki Arekallio                            |                                        | Louis Velle Bruno Madinier Nathalie Roussel Mathieu Delarive Étienne Draber Jean-Pierre Bagot Claude Brosset Marc Dudicourt Hélène Roussel Daniel Briquet              |
| La Chute de l'ange         | 27 mars 2002       | Antoine Lorenzi                             | Laurence Gall et Patrick Tringal       | Florence Viala Jacques Mathou Isabelle Habiague Jean-Claude Dauphin Françoise Christophe                                                                               |
| Prisonniers du silence     | 6 novembre 2002    | Chantal Picault                             | Frédéric Sabrou et Jean-Marc Rudnicki  | Philippe Duclos Julia Vaidis-Bogard Luc Bernard Pierre Martot Isabelle Petit-Jacques Sören Prévost Jean-Michel Martial                                                 |
| L'Orphelin                 | 2 avril 2003       | Jean-Louis Lorenzi                          |                                        | Geordy Monfils Sophie Aubry Christophe Odent Françoise Michaud Olivier Pagès Franck-Olivier Bonnet Bruno Lochet Fred Bianconi Geneviève Rey-Penchenat Valérie Leboutte |
| Le Soleil en face          | 1er octobre 2003   | Philippe Roussel                            |                                        | Pierre Vaneck Jean-Noël Brouté Rebecca Potok Yasmine Modestine |
| Un enfant en danger        | 26 novembre 2003   | Chantal Picault                             |                                        | Sabine Haudepin Laurent Olmedo Carole Richert Gilles Gaston-Dreyfus Éric Prat Laurent Natrella                                                                         |
| La vérité à tout prix      | 12 mai 2004        | Alain Schwartzstein                         |                                        | Anthony Delon Pierre Malet Francis Renaud Céline Samie Émilie Gavois-Kahn Franck de Lapersonne                                                                         |
| Affaires secrètes          | 22 septembre 2004  | Philippe Roussel                            |                                        | Daniel Russo Pascale Vignal Thierry Beccaro Églantine Rembauville-Nicolle Lucie Barret                                                                                 |
| Un vieil ami               | 10 novembre 2004   | Jean-Daniel Verhaeghe                       |                                        | Didier Flamand Nadia Barentin Isabelle Bouysse Pascal Elso Pierre Boulanger Pierre Vernier                                                                             |
| Des bleus à l'âme          | 16 mars 2005       | Jean-Louis Bertuccelli                      |                                        | Jean-Michel Noirey Anna Gaylor Isabelle Leprince Yves Verhoeven Émilie Lafarge                                                                                         |
| Au nom du père             | 27 avril 2005      | Badreddine Mokrani                          | Florence Aguttes et Alain Schwarzstein | Jean-Yves Berteloot Anne Loiret Olivier Saladin Sabrina Ouazani |
| La Vraie Vie               | 19 octobre 2005    | Heikki Arekallio                            |                                        | Tom Novembre César van den Driessche Guy Montagné Mathieu Delarive Marianne Basler Élodie Bollée Gaspard Boesch                                                        |
| L'Enfant de la providence  | 17 février 2006    | Philippe Roussel                            |                                        | Élisabeth Vitali Célia Granier-Deferre Hyam Zaytoun Blanche Raynal Pierre Barrat Christophe Kourotchkine                                                               |
| Le chant des sirènes       | 13 septembre 2006  | Jean-Louis Bertuccelli                      |                                        | Michèle Bernier Bernard Blancan Anne Le Ny |
| Un rebelle dans la famille | 29 mars 2006       | Jean-Louis Bertuccelli                      |                                        | Manuela Gourary Francis Leplay Sarah Bensoussan Stéphanie Sokolinski Samuel Dupuy Jean-Paul Muel Jean-Jacques Moreau Claire Wauthion Gérard Caillaud                   |
| Plus fort que l'amour      | 7 juin 2006        | Antoine Lorenzi                             |                                        | Élisa Servier Jean-Paul Moncorgé Serge Avédikian Émilie de Preissac Fred Personne                                                                                      |
| Silence, dis-moi           | 14 mars 2007       | Marco Pauly                                 |                                        | Michel Duchaussoy Marie Bunel Marc Fayet Serge Renko |
| Le don d'Elsa              | 26 septembre 2007  | Philippe Roussel                            |                                        | Valérie Mairesse Patrick Bonnel Marie Le Cam Lola Créton |
| Dans la peau d'un autre    | 22 octobre 2008    | Christophe Chevalier                        |                                        | Stéphan Guérin-Tillié Solène Bouton |
| Cran d'arrêt               | 1er avril 2009     | Badreddine Mokrani                          | Alain Etève Frédérique Fall            | Jean-Paul Bonnaire Alain Fromager Élizabeth Bourgine |

## Récompense
- 2003 : Meilleure série au Festival de la fiction TV de Saint-Tropez[1]

## Lieux de tournage
- Parmi les lieux de tournage, citons Vétheuil ("La Chute de l'ange", Luzarches ("Les Bleus à l'âme") et ("La Vraie vie"), Bréançon, Marines et Théméricourt ("L'Orphelin"), Théméricourt ("Cran d'arrêt"), Marines et Theuville ("Le Choix de Thomas")), Bréançon et Théméricourt ("Plus fort que l'amour") Brie Comte Robert ("La vérité à tout prix")